# Usta wallengrenii
Usta wallengrenii is een vlinder uit de familie van de nachtpauwogen (Saturniidae).
De wetenschappelijke naam van de soort werd in 1859 als Saturnia wallengrenii gepubliceerd door Cajetan en Rudolf Felder. Ze vernoemden de soort naar de entomoloog Hans Daniel Johan Wallengren. Wallengren was degene die de soort in 1963 in het nieuwe geslacht Usta plaatste. Johan August Wahlberg had ze verzameld in zuidelijk Afrika.